# Prêmio TVZ 1996
O Prêmio TVZ 1996 foi a terceira edição da premiação realizada pelo canal de televisão Multishow. Ocorreu em 29 de maio de 1996 e foi realizado no Ballroom, Rio de Janeiro. Esta edição foi apresentada pelo atriz Cissa Guimarães.
Em 1998, passar a se chamar Prêmio Multishow de Música Brasileira.

## Apresentação
O Prêmio contou com uma apresentação musical de 1h30 de Pato Fu.

## Vencedores
| Categoria                    | Vencedor                                    | Indicados | Ref.        |
| ---------------------------- | ------------------------------------------- | --------- | ----------- |
| Melhor Cantor Nacional       | Renato Russo                                | —         | [ 7 ] [ 8 ] |
| Melhor Cantor Internacional  | George Michael                              | —         | [ 7 ] [ 8 ] |
| Melhor Cantora Nacional      | Fernanda Abreu                              | —         | [ 7 ] [ 8 ] |
| Melhor Cantora Internacional | Madonna                                     | —         | [ 7 ] [ 8 ] |
| Melhor Clipe Nacional        | "Na Rua, Na Chuva, Na Fazenda" — Kid Abelha | —         | [ 7 ] [ 8 ] |
| Melhor Clipe Internacional   | "Scream" — Michael Jackson                  | —         | [ 7 ] [ 8 ] |
| Melhor Grupo Nacional        | Os Paralamas do Sucesso                     | —         | [ 7 ] [ 8 ] |
| Melhor Grupo Internacional   | Rolling Stones                              | —         | [ 7 ] [ 8 ] |
| Revelação Nacional           | Pato Fu                                     | —         | [ 7 ] [ 8 ] |
| Revelação Internacional      | Oasis                                       | —         | [ 7 ] [ 8 ] |